# オルテコーポレーション
有限会社オルテコーポレーションは半導体製造装置部品の販売や3Dプリンター販売・受託造形などの事業を行う、京都府中京区に本社を置く日本の企業。

## 沿革
- 2000年8月21日 - 大阪府高槻市で創業[3]
- 2004年12月 - 法人化を行い『有限会社オルテコーポレーション』となる。
- 2007年5月 - W&T Engineering Service 社と業務提携を行う。
- 2010年1月 - Serveno Inc.社（台湾）と業務提携を行う。
- 2011年1月 - Picoparts社（イスラエル）と代理店契約を締結。
- 2014年7月 - 京都に本社を移転。
- 2018年1月 - 本社を京都市中京区に移転。

## 主な製品

### ピックアップツール
- ゴムコレット[4]
- 樹脂角錐コレット
- コレットホルダー
- 樹脂コレット
- 金属コレット
- コレット（その他材料）
- サクションカップ

### ダイボンディング
- ディスペンスノズル[5]
- ディスペンスノズル カスタム品
- 転写ピン
- スパンカーヘッド
- 突き上げニードル
- 吸着ステージ
- ニードルホルダー

### ワイヤーボンディング
- EFOトーチ[6]
- EFOトーチアッセンブリー
- ウェッジ
- ウィンドウクランプ・ヒートブロック
- フィンガークランプ・アンビルブロック
- シェアツール・プルフック

### その他商品
- SMTノズル[7]
- マガジンラック
- ICチップトレイ
- 精密加工部品・装置保全部品
- BMF社マイクロスケール3Dプリンター[8]
- パレメトリックモデリング
- バイオチップ